# Jens P. Meyer

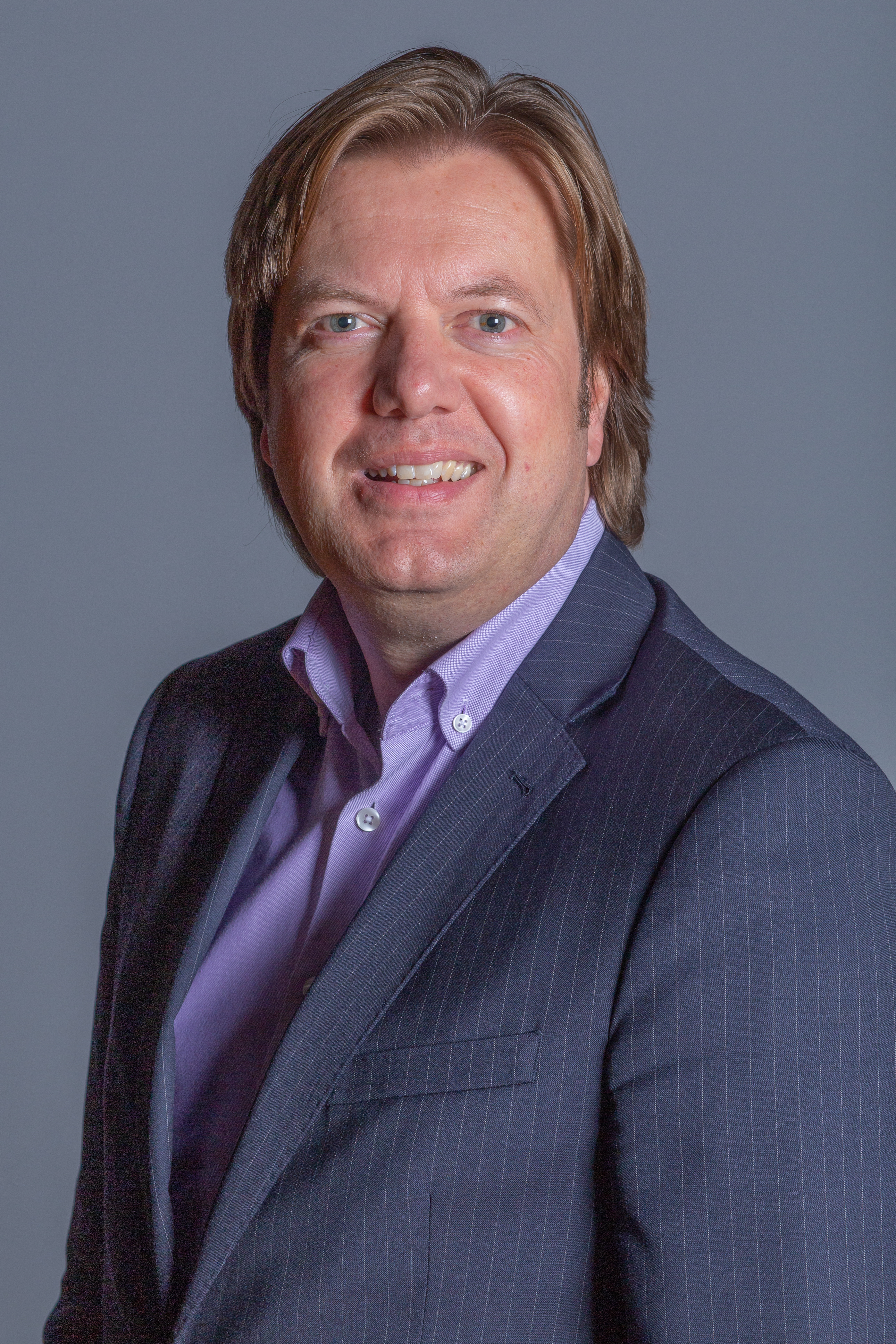
Jens P. Meyer 2018

Jens P. Meyer (* 3. Februar 1971 in Bielefeld) ist ein deutscher Politiker (FDP). Von 2015 bis 2020 war er Mitglied der Hamburgischen Bürgerschaft.

## Leben und Wirken
Jens Meyer wuchs in Ostwestfalen auf. 1990 legte er das Abitur am Pelizaeus-Gymnasium Paderborn ab. Anschließend leistete er bis 1992 Wehrdienst im NATO-Hauptquartier BALTAP in Dänemark. Von 1992 bis 1996 studierte er Architektur an der Fachhochschule Lübeck, danach an der Hochschule für bildende Künste Hamburg, jeweils bis zum Abschluss als Diplomingenieur. Danach arbeitete er bis 2000 zunächst als angestellter Architekt mit dem Schwerpunkt Entwurf und Planung und seitdem als freischaffender Architekt auch im Projektmanagement.
2004 wurde Meyer Mitglied der FDP. Schon kurz nach seinem Parteieintritt wurde Meyer Mitglied des Vorstands des FDP-Kreisverbands Harvestehude-Eimsbüttel und Mitglied im Bezirksvorstand Eimsbüttel. Von 2008 bis 2014 gehörte er der Bezirksversammlung Eimsbüttel an. Dort war er stellvertretender Vorsitzender der FDP-Fraktion. Bei der Bürgerschaftswahl in Hamburg 2015 trat er auf Platz 5 der FDP-Landesliste an und zog in die 21. Bürgerschaft ein. Für die FDP-Fraktion war er Sprecher für Stadtentwicklung, Kultur und Gleichstellung und Mitglied im Stadtentwicklungs- sowie im Kulturausschuss.
Schwerpunkte seiner Arbeit waren Stadtentwicklung, Stadtteilkultur und die Rehabilitierung der nach § 175 verurteilten Homosexuellen nach der NS-Zeit.
Nachdem die FDP bei der Bürgerschaftswahl 2020 an der Fünfprozenthürde gescheitert war, schied er aus der Bürgerschaft aus.